# موراي موريسون
موراي موريسون (بالإنجليزية: Murray Morrison)‏ هو قاضي وسياسي أمريكي، ولد في 1820، وتوفي في 1871 بسبب مرض معد. انتخب عضو جمعية ولاية كاليفورنيا.